# Neotroponiscus daguerrii
Neotroponiscus daguerrii is een pissebed uit de familie Bathytropidae. De wetenschappelijke naam van de soort is voor het eerst geldig gepubliceerd in 1939 door Giambiagi de Calabrese.